# Atlético Futebol Clube
L'Atlético Futebol Clube est un club brésilien de football basé à Salvador dans l'État de Bahia. Le club évolue actuellement en 3e division du championnat de Bahia.

## Palmarès
- Championnat de Bahia :
  - Champion : 1912